# Dieter Althaus

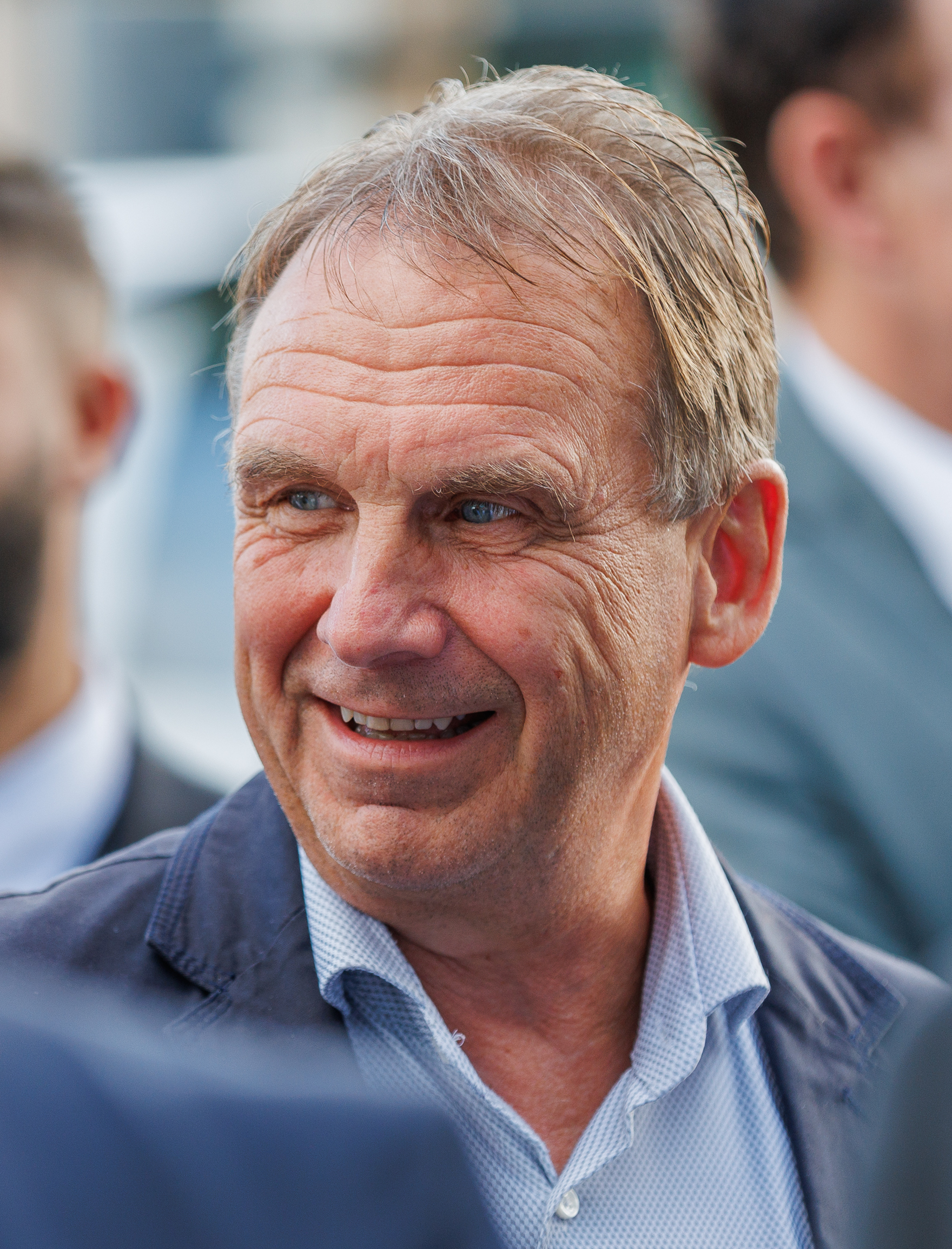
Dieter Althaus (2024)

Dieter Althaus (* 29. Juni 1958 in Heiligenstadt) ist ein ehemaliger deutscher Politiker (CDU). Er war vom 5. Juni 2003 bis 30. Oktober 2009 der dritte Ministerpräsident des Freistaates Thüringen.
Althaus war von 1992 bis 1999 Thüringer Kultusminister, anschließend ab 1999 Vorsitzender der CDU-Fraktion im Thüringer Landtag und ab 2000 Landesvorsitzender der CDU Thüringen. 2003 trat er die Nachfolge von Ministerpräsident Bernhard Vogel an und konnte die absolute Mehrheit der CDU bei der Landtagswahl 2004 verteidigen. Nachdem die Partei bei der Landtagswahl 2009 zweistellige Verluste erlitten hatte, trat Althaus von allen politischen Ämtern zurück. Seit 2011 ist er Vizepräsident von Governmental Affairs Magna Europe.

## Leben

### Ausbildung und Beruf
Althaus legte 1977 das Abitur an der Erweiterten Oberschule ab und leistete von November 1977 bis 1979 seinen 18-monatigen Grundwehrdienst in der Nationalen Volksarmee (NVA); er schied als Gefreiter aus. 1979 begann er ein Lehrerstudium der Physik und Mathematik an der Pädagogischen Hochschule (PH) in Erfurt, das er 1983 als Diplomlehrer beendete. Bis Ende des Jahres 1989 war er als Oberstufenlehrer für Physik und Mathematik an der Polytechnischen Oberschule (POS) in Geismar bei Heiligenstadt im Eichsfeld tätig, seit 1987 außerdem als stellvertretender Schulleiter.
Ende November 1989 schied Althaus auf eigenen Wunsch aus seiner ehrenamtlichen Mitarbeit im Jugendweiheausschuss aus. Anfang 1990 wurde er Schulrat des damaligen Kreises Heiligenstadt, im Mai 1990 Dezernent für Schule, Jugend, Kultur und Sport.

### Parteilaufbahn

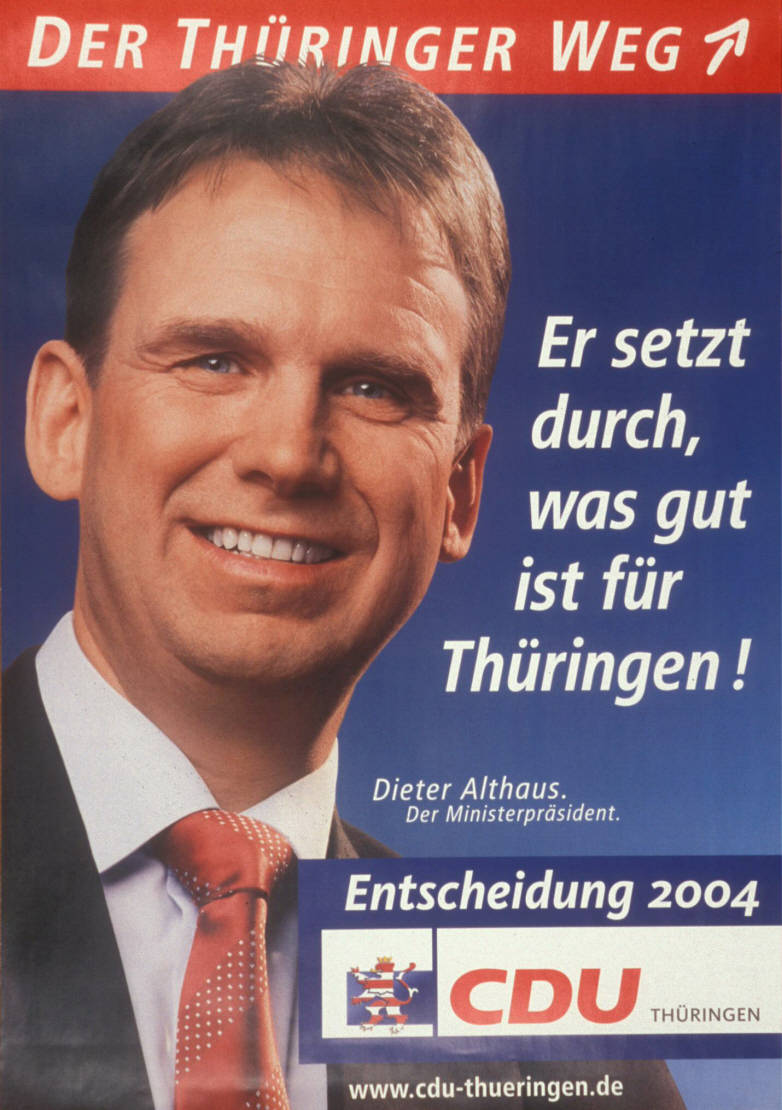
Dieter Althaus auf einem Wahlplakat (2004)

Althaus wurde 1985 Mitglied der CDU der DDR.
Seit 1990 war Althaus für die CDU Mitglied des Thüringer Landtags. Von 1991 bis 2001 war er zugleich Vorsitzender des CDU-Kreisverbandes Eichsfeld. 1993 wurde er zum Ersten Stellvertretenden Vorsitzenden der CDU in Thüringen gewählt, von 2000 bis 2009 war er Landesvorsitzender und zudem Mitglied im Bundesvorstand der CDU Deutschlands. Nach der Landtagswahl im September 1999 war er bis 2003 Vorsitzender der CDU-Fraktion im Thüringer Landtag.
Mit 74,1 Prozent der Stimmen wurde Althaus im Wahlkreis Eichsfeld I 2004 wieder in den Landtag gewählt. Dort wurde er am 8. Juli 2005 mit 45 von 88 Stimmen von der absoluten Mehrheit der CDU-Fraktion im Amt bestätigt. Im August 2005 wurde Althaus in das Kompetenzteam der CDU für die Bundestagswahl 2005 mit Zuständigkeit für den Aufbau Ost berufen; seit 2006 gehörte er auch dem CDU-Präsidium an.

### Öffentliche Ämter
Vom 11. Februar 1992 bis zum 1. Oktober 1999 gehörte Althaus als Kultusminister der von Ministerpräsident Bernhard Vogel geführten Landesregierung von Thüringen (Kabinett Vogel III) an.
Am 5. Juni 2003 wurde er (als Nachfolger von Bernhard Vogel, der aus Altersgründen zurückgetreten war) zum Ministerpräsidenten des Freistaates Thüringen gewählt. Vom 1. November 2003 bis zum 31. Oktober 2004 war er turnusgemäß Bundesratspräsident. und war auch Vorsitzender der Deutsch-Russische Freundschaftsgruppe des Bundesrates.

### Skiunfall
Am 1. Januar 2009 stieß Althaus bei einem Skiunfall im österreichischen Skigebiet Riesneralm mit einer Skifahrerin zusammen, die auf dem Transport ins Krankenhaus an den schweren Unfallfolgen starb. Althaus erlitt ein Schädel-Hirn-Trauma mit Hirnblutung. Anfang März 2009 wurde er in Österreich wegen fahrlässiger Tötung zu einer Geldstrafe in Höhe von 33.300 Euro und einem Schmerzensgeld von 5000 Euro verurteilt. Das Urteil geriet in die Kritik, da es bereits einen Tag nach Anklageerhebung gesprochen wurde. Der gegen ihn gerichtete Fahrlässigkeitsvorwurf beruht im Wesentlichen auf einer Verletzung der fünften FIS-Regel, die Sorgfaltspflichten für das (Aufwärts-)Einfahren in andere Pisten aufstellt. Am 20. April 2009 nahm er die Regierungsgeschäfte wieder auf. Der mediale Umgang mit dem Vorfall, insbesondere die exklusiven Interviews von Althaus mit der Bild-Zeitung, wurde von Journalisten und Oppositionspolitikern kritisiert. Verhandlungen über den Schadenersatz mit Althaus’ Versicherung zogen sich fast drei Jahre lang bis 2011 hin. Im August 2013 war nach Angabe des Rechtsanwalts der Angehörigen der Getöteten „die Angelegenheit vollständig abgeschlossen“.
Den sprunghaften Anstieg des Verkaufs von Ski-Helmen nach diesem Unfall nennt man auch Althaus-Effekt. Im Gegensatz zu der verunglückten Skifahrerin hatte Althaus einen Helm getragen.

### Landtagswahl 2009 und Rücktritt

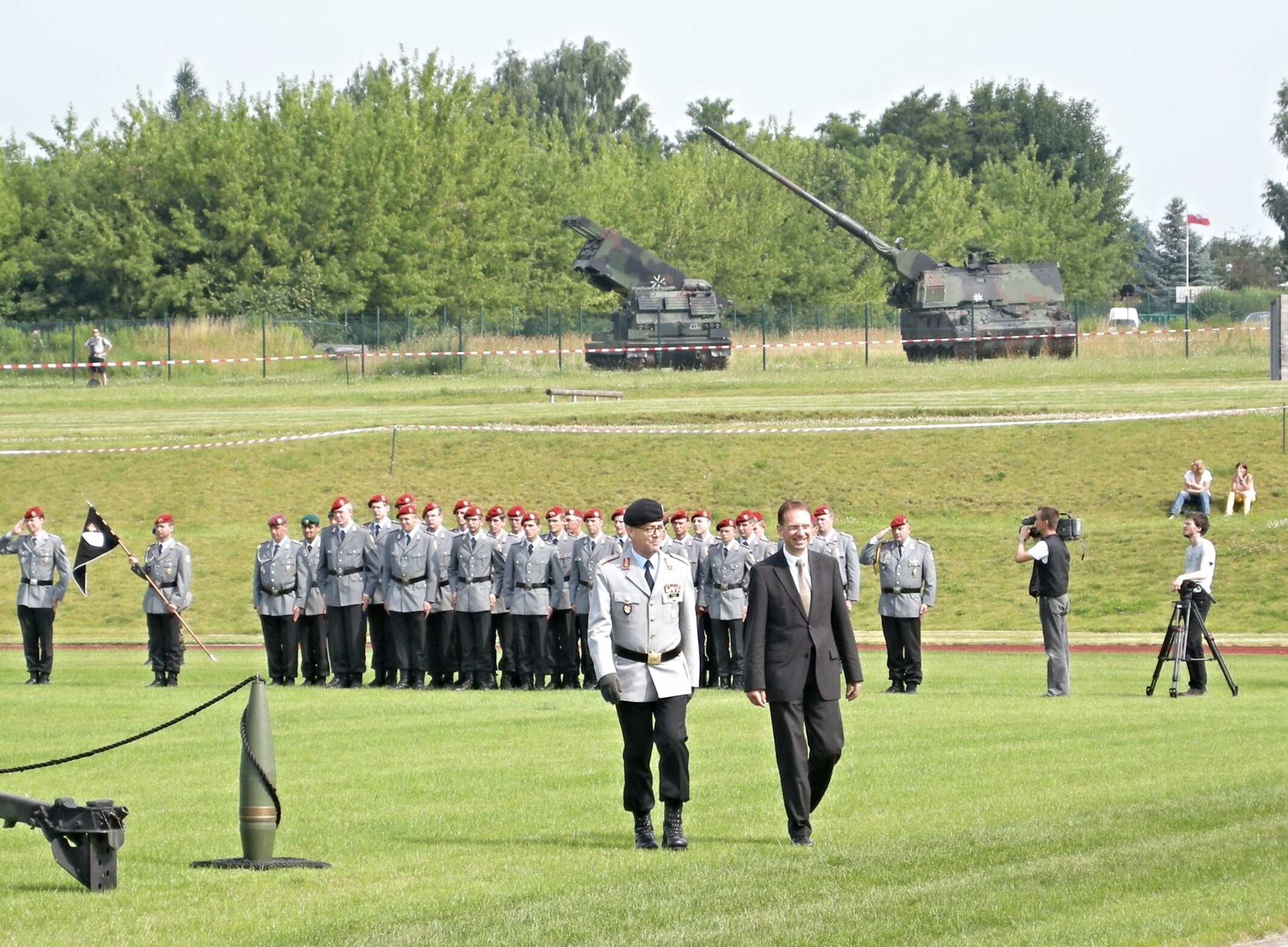
Althaus beim Tag der offenen Tür des Artillerieregiments 100 in Mühlhausen im Juli 2009

Nachdem die CDU bei der Landtagswahl am 30. August 2009 die absolute Mehrheit verloren hatte und auch eine Koalition mit der FDP Althaus nicht die Mehrheit im Landtag hätte verschaffen können, zog er die Konsequenzen aus der Wahlniederlage und trat am 3. September 2009 mit sofortiger Wirkung als Ministerpräsident und Landesvorsitzender der thüringischen CDU zurück. Die SPD, die als einziger Koalitionspartner für die CDU in Frage gekommen wäre, hatte zuvor erklärt, nur dann mit der Union zusammenzuarbeiten, wenn sich Althaus zurückzöge. Althaus blieb bis zur Wahl der neuen Ministerpräsidentin Christine Lieberknecht am 30. Oktober 2009 und nach der Thüringer Verfassung (Art. 75 Abs. 3) geschäftsführend im Amt.
Zur Nachfolgerin von Dieter Althaus im Landesvorsitz der CDU Thüringen wurde am 25. Oktober 2009 ebenfalls Christine Lieberknecht gewählt.

### Wechsel in die Privatwirtschaft 2010
Wie seit Ende Januar 2010 bekannt, wechselte Althaus als Manager zu dem österreichisch-kanadischen Autozulieferer Magna International und legte daher Ende April 2010 sein Landtagsmandat in Thüringen nieder. Nach Angaben des Unternehmens arbeitete Althaus seit dem 1. Februar 2010 als Vizepräsident im Magna-Büro am VW-Hauptsitz in Wolfsburg und war dort für den Kunden Volkswagen und für Kontakte zu öffentlichen Stellen in Deutschland zuständig. Seit Anfang 2011 ist er als Vizepräsident Governmental Affairs Magna Europe tätig. Während Oppositionsführer Bodo Ramelow den Wechsel als eklatanten Fall von Lobbykratie bezeichnete, sagte SPD-Landeschef Christoph Matschie (seit Koalition mit der CDU 2009 Thüringer Kultusminister und stellvertretender Ministerpräsident), er sehe keinen Anlass für Kritik. Althaus war im Jahr 2009 eng in die Verhandlungen zur Opel-Übernahme durch Magna eingebunden.

### Sonstiges Engagement
Althaus ist in zahlreichen ehrenamtlichen Initiativen und Vereinen aktiv (Auswahl): Vorsitzender des Kolping-Bildungswerkes Thüringen, bis Mitte 2013 Aufsichtsratsmitglied der Pax-Bank und bis November 2018 Vorstandsmitglied der Vereinigung Gegen Vergessen – Für Demokratie. Bis 2021 war er Mitglied im Zentralkomitee der deutschen Katholiken. Ferner ist er Mitglied im Förderkreis der Stiftung der Deutschen Polizeigewerkschaft.
Althaus war von der CDU Thüringen entsandter Delegierter bei der 17. Bundesversammlung.

### Vorzeitige Corona-Impfung
Am 19. März 2021 wurde bekannt, dass sich Althaus und seine Frau in einer Einrichtung für Behinderte bei einer Impfaktion gegen das Coronavirus (SARS-CoV-2) hatten impfen lassen, obwohl sie laut der STIKO-Impfreihenfolge noch nicht dazu berechtigt waren. Dieter Althaus ist Aufsichtsratsvorsitzender des Trägers des betroffenen Altenheims.

### Rücktritt als Aufsichtsratsmitglied der VR-Bank Bad Salzungen Schmalkalden
Im Dezember 2023 traten die 16 Mitglieder des Aufsichtsrats der Volks- und Raiffeisenbank Bad Salzungen Schmalkalden, darunter Dieter Althaus, zurück. Eine Woche zuvor hatte die Bundesanstalt für Finanzdienstleistungsaufsicht den Vorstand der Bank entmachtet, der Rücktritt des Aufsichtsrates erfolgte als Reaktion darauf.

### Persönliches
Althaus ist seit 1982 mit der Lehrerin Katharina Althaus verheiratet, mit der er zwei Töchter hat. Er ist römisch-katholisch. Sein jüngerer Bruder Bernd Uwe Althaus ist seit 2024 Staatssekretär im Thüringer Ministerium für Bildung, Wissenschaft und Kultur.

## Kontroversen

### Berufung von Peter Krause
Im Mai 2008 plante Althaus die Berufung von Peter Krause zum Kultusminister des Freistaates Thüringen. Nach öffentlicher Kritik an Krauses Vergangenheit, vor allem wegen seiner Beiträge für die Zeitschrift Junge Freiheit und seiner widersprüchlichen Aussagen diesbezüglich, verzichtete Krause. Die Nominierung und das vehemente Verteidigen desselben auch nach dem Verzicht durch Krause brachte auch Althaus Kritik ein.

### Solidarisches Bürgergeld
Althaus fordert ein bedingungsloses Solidarisches Bürgergeld von 800 Euro für jeden deutschen Staatsbürger (beziehungsweise 500 Euro für Kinder). Sein Konzept sieht zwei Optionen vor, wobei in jedem Fall sofort eine Gesundheitsprämie von 200 Euro abgezogen werden solle: 800 Euro monatlich (= 600 Euro netto) bei 50 Prozent Steuerlast auf jeden hinzuverdienten Euro (Negativsteuerprinzip) sowie 400 Euro (= 200 Euro netto) bei 25 Prozent Steuerlast (Flat-Tax-Modell). Letztere Variante lohnt sich ab einem Verdienst von 1600 Euro monatlich. Kinder zahlen ebenfalls die Gesundheitsprämie, sodass vom Kinderbürgergeld netto 300 Euro ausgezahlt werden. Bestehende Anwartschaften auf höhere Renten werden durch eine zehnprozentige Lohnsummensteuer finanziert, die ganz zu Lasten der Unternehmen gehen würde, aber nur für eine Übergangszeit vorgesehen ist.
Alle heutigen Sozialleistungen (Kindergeld, Wohngeld, BAföG, ALG) und „Subventionen“ wie Ein-Euro-Jobs (Arbeitsgelegenheiten mit Mehraufwandsentschädigung), Mini-/Midi-Jobs und Kombilohn entfallen bei diesem Modell, aber auch alle heutigen Sozialabgaben (zum Beispiel Rentenversicherungsbeiträge). Das Grundeinkommen liegt in diesem Modell leicht unter dem heutigen Hartz-IV-Niveau, allerdings verbleiben Hinzuverdienste mindestens zur Hälfte beim Empfänger des Bürgergeldes. Besserverdienende profitieren insoweit von dem Systemwechsel, als die Einkommensteuer auf 25 Prozent begrenzt wird, allerdings entfallen im Einkommensteuerrecht auch sämtliche steuermindernden Ausnahmetatbestände (Flat Tax).
Bürgergeldrente: Das Konzept umfasst auch eine „Bürgergeldrente“ in Höhe von bis zu 1400 Euro im Monat. Dieser Betrag setzt sich aus dem Solidarischen Bürgergeld von 800 Euro monatlich und einer Zusatzrente (maximal bis zu 600 Euro) zusammen – je nach Arbeitsjahren und Verdienst. Das bedeutet, dass ein starres Renteneintrittsalter entfällt. In der heutigen Rentenversicherung erworbene Ansprüche haben Bestandsschutz und werden durch eine Rentenzulage finanziert. Die Rente kann also für diesen Personenkreis über dem Betrag der Bürgergeldrente liegen.
Das Konzept vom Solidarischen Bürgergeld ist ein grundlegender Antwortversuch auf die Frage, wie die sozialen Sicherungssysteme künftig finanziert werden können – insbesondere vor dem Hintergrund der demographischen Entwicklung der Gesellschaft.
Die Grundsatzkommission der CDU Deutschlands bekundete im Oktober 2006 Interesse am Konzept von Dieter Althaus. Dazu berief sie am 17. September 2007 eine Kommission „Solidarisches Bürgergeld“, die unter seinem Vorsitz das Thema sachlich begleiten und weiterentwickeln sollte. Der Abschlussbericht der Kommission „Solidarisches Bürgergeld“ wurde am 1. November 2010 von Dieter Althaus vorgestellt.

### Kreationismus
Althaus erntete Kritik der Opposition im Thüringischen Landtag, als im Herbst 2005 der Kreationismus-Anhänger Siegfried Scherer am „Erfurter Dialog“ in der Thüringer Staatskanzlei teilnehmen sollte. Umstritten ist vor allem Scherers Schulbuch Evolution – ein kritisches Lehrbuch, das eine evolutionskritische Sicht auf die Evolutionstheorie darstellt und dieser im letzten Abschnitt eine im Einklang mit einer wörtlichen Bibelinterpretation stehende Schöpfungstheorie („Junge-Erde-Kreationismus“) entgegenstellt. Nach kritischen Berichten in regionalen und überregionalen Medien wurde Scherer wieder ausgeladen. Althaus begründete die Ausladung Scherers mit der Absage des Evolutionsbiologen Ulrich Kutschera. Vorgeworfen wurde Althaus eine Laudatio, die er als thüringischer Bildungsminister im Jahr 2002 bei der Preisverleihung für das Schulbuch gehalten hatte. Er bezeichnete das Buch als „sehr gutes Beispiel für werteorientierte Bildung“.

### Thematisierung der DDR-Vergangenheit
Nach der politischen Wende 1989/90 erhoben ehemalige Schüler in einer Sendung der ARD den Vorwurf, Althaus habe sich in seiner Funktion als stellvertretender Schulleiter in verschiedenen Reden lautstark für den „Erhalt des Sozialismus“ eingesetzt. Am 25. August 1989 appellierte er in einer Rede an den „festen Klassenstandpunkt“ seiner Kollegen.
Am 9. November 1989 schrieb Althaus in einem Brief an den Bezirksausschuss für Jugendweihe (JW): „Als Tradition der freireligiösen Vereinigungen (seit 1859) sollte die JW wieder den Inhalt einer marxistisch-leninistischen Weltanschauung haben“. Althaus selbst und Personen, die seine damalige Haltung verteidigten, argumentierten, das zentrale Anliegen des Briefes sei vielmehr die Befreiung der Schule aus der weltanschaulichen Vereinnahmung durch die offizielle Politik der DDR-Regierung. Die Jugendweihe sollte wieder das werden, als was sie ursprünglich gedacht war – eine zivile, freireligiöse Initiation, die den Übergang vom Jugend- ins Erwachsenenalter kennzeichnen soll.
Althaus machte sich noch Mitte November 1989 in einem weiteren Beitrag Gedanken, wie es gelänge, „unsere Schüler die Werte des Sozialismus als moralisch erstrebenswert erkennen zu lassen“.
Im Spiegel-Artikel Moralisch erstrebenswert (in Ausgabe 21/1993) behauptete ein ehemaliger Schüler, Althaus habe als „Reserveleutnant“ (Leutnant der Reserve) der NVA und Mit-Verantwortlicher für ein „Wehrausbildungslager“  1985 ihn wegen seiner ablehnenden Haltung zur vorgeschriebenen vormilitärischen Schüler-Ausbildung vor versammelter Klasse mit den Worten „Sie sind ein staatsfeindliches Subjekt!“ diffamiert. Dem begegnete Althaus mit dem Verweis auf seinen Wehrpass, in dem er als Gefreiter vermerkt sein soll. Den Umstand der verantwortlichen Mitwirkung an der Wehrübung dementierte er nicht; jedoch konnte sich Althaus an die damals für den Schüler politisch hoch brisante Beschimpfung auf Nachfrage des Spiegel-Magazins „nicht mehr genau erinnern“.

## Auszeichnungen
Für seine „hervorragenden Leistungen bei der kommunistischen Erziehung in der Pionierorganisation Ernst Thälmann“ wurde er im Frühjahr 1989 mit einer Medaille ausgezeichnet, deren öffentliche Annahme er heute bestreitet. Er gibt allerdings an, die mit dem Ehrenzeichen verbundene Prämie von 500 Mark angenommen zu haben.
Für seine politische Arbeit hat Althaus zahlreiche Auszeichnungen erhalten, unter anderem 2004 das Große Silberne Ehrenzeichen am Bande für Verdienste um die Republik Österreich, 2005 die Ernennung zum Kommandeur der Ehrenlegion, 2005 der Solarenergiepreis des Bundesverbands Erneuerbare Energie, 2006 den UMU-Mittelstandspreis der Union Mittelständischer Unternehmer e. V., 2007 den Matejcek-Preis des Familiennetzwerkes Deutschland, 2008 die Ehrenmedaille des Thüringer Feuerwehr-Verbandes e. V. in Gold und 2009 das Kavalierskreuz des Verdienstordens der Republik Polen für seine Verdienste um die deutsch-polnischen Beziehungen.